# Paulo Garcés
Paulo Andrés Garcés Contreras (Parral, 2 agosto 1984) è un calciatore cileno, portiere del Deportes Antofagasta e della Nazionale cilena.

## Carriera

### Club
Ha cominciato la sua carriera calcistica nel Club Deportivo Universidad Católica con cui ottiene 3 presenze in campionato. Poi è stato mandato dal 2007 al 2008 in prestito al Puerto Montt, al Lobos BUAP e al CD Everton prima di tornare nel 2009 fino al 2011 nel suo club giocando altre 52 partite in campionato.
Nel 2012-2013 si è trasferito a titolo definitivo ed ha giocato per il Club de Fútbol Profesional de la Universidad de Chile. Nella stagione 2013-2014 è andato in prestito all'O'Higgins.
Dal 2014 è passato al Colo-Colo.

### Nazionale
Con la Nazionale Cilena ha partecipato alla Copa América 2011 e anche alla Copa América 2015 in Cile, vincendola.

## Palmarès

### Nazionale
- Coppa America: 1

Cile 2015